# Alma-Atinskaïa (métro de Moscou)
Alma-Atinskaïa (en russe : Алма́-Ати́нская) est une station terminus de la ligne Zamoskvoretskaïa (ligne 2 verte) du métro de Moscou. Elle est située sur le territoire du raïon Brateïevo dans le district administratif sud de Moscou.

## Situation sur le réseau
Établie en souterrain, à 10 mètres sous le niveau du sol, la station terminus Alma-Atinskaïa est située au point 0254+24 de la ligne Zamoskvoretskaïa (ligne 2 verte) après la station Krasnogvardeïskaïa (en direction de Khovrino).

## Histoire
La station Alma-Atinskaïa est mise en service le 24 décembre 2012, lors de l'ouverture à l'exploitation du prolongement de Krasnogvardeïskaïa à Alma-Atinskaïa.